# Coroados
Coroados (='okrunjeni', od corona = kruna) -Pleme američkih Indijanaca nastanjeno prije u dolinama rijeka Paraíba, Pomba i Preto u južnom Brazilu. Podijeljeni bijahu na više lokalnih grupa: Maritong, Tamprum i Sasaricon. Drugi autori spominju plemena: Ocauan, Caraia, Ouanem, Sacarus, Papana i Guarus i  Guarulhos. Ova dva posljednja možda su identični. Ime su Coroadi dobili po običaju nošenja tonzure. Jezično su pripadali Velikoj porodici Macro-Ge, porodica Purian i srodni grupama Coropó i Puri. 
Prije kontakta s bijelim naseljenicima prije kraja 18. stoljeća i Puri i Coroado bijahu lovci i sakupljači šumovitog planinskog područja istočnog Brazila u blizini obale, navodno bez agrikulture. Bijahu organizirani po malenim bandama koje su se sastojale od jedne ili dvije proširene obitelji, to jest nekih 40 ljudi, svaka sa svojim vođom.
Grupe Purian Indijanaca nazivane su u ranim putopisnim izvorima 'primitive savages'. U kasnom 20. stoljeću preostalo je oko 1,000 Coroado Indijanaca.
Coroado Indijance ne smije se pobrkati s plemenom Coroado Caingang, koji se služe s barem 3 razna Caingang jezika. Također se ne smiju pobrkati s plemenom Coronado iz grupe Záparo, koje inače živi u Peruu, niti s nestalim plemenom Boróro Coroado iz zapadnog Brazila, koje nije nosilo tonzuru nego su ime dobili po pernatim ukrasima na glavi što je nalikovalo tonzuri katoličkih monaha. 

## Vanjske poveznice
- [neaktivna poveznica]